# Calliopiella pratti
Calliopiella pratti är en kräftdjursart. Calliopiella pratti ingår i släktet Calliopiella och familjen Calliopiidae. Inga underarter finns listade i Catalogue of Life.